# Florin Corbeanu
Florin Corbeanu (Bucarest, 17 de marzo de 1976) es un deportista rumano que compitió en remo. Ganó dos medallas en el Campeonato Mundial de Remo, en los años 1997 y 2001, ambas en la prueba de ocho con timonel.

## Palmarés internacional
| Campeonato Mundial | Campeonato Mundial     | Campeonato Mundial | Campeonato Mundial |
| Año                | Lugar                  | Medalla            | Prueba             |
| ------------------ | ---------------------- | ------------------ | ------------------ |
| 1997               | Aiguebelette (Francia) | Medalla de plata   | Ocho con timonel   |
| 2001               | Lucerna (Suiza)        | Medalla de oro     | Ocho con timonel   |